# Скопски конгрес на ВМОРО (1906)
Вторият редовен скопски окръжен конгрес на Вътрешната македоно-одринска революционна организация се провежда между 17 и 24 юли 1906 година. 

## Делегати
Конгресът се провежда в Свободна България. Целта на конгреса е подготовка на окръга за предстоящия през есента общ конгрес на ВМОРО. Избрано е Временно бюро в състав председател Кръстьо Българията и секретари Кирил Стоянов – Сливаров и Тодор Александров. Касирани са кумановският делегат Трипко и светиниколският Пчински. За редовни са признати 35 делегати и 1 със съвещателен глас.
| - Скопски - Йован Стоянов - Асенов - Мушон - Мцири - Есен                   | - Кумановски - Георги Караманов - Микадо - Елисей                                       | - Паланечки - Петър Ангелов - Сливаров - Докторов                                   | - Кратовски - Йордан Спасов - Бакунин - Хус - Робинзон - Гамбета - Сюлейман |                                                                                                 |  |
| - Кочански - Кръстьо Българията - Михаил Монев – Мирчо - Осойнички - Цветко | - Щипски - Мише Развигоров - Георги Гочев - Самоткин - Петко Пенчев - Тодор Александров | - Велешки - Димко Крепиев – Хун - неизвестен - неизвестен - неизвестен - неизвестен | - Тетовски - Урсус - Мурев                                                  | - Светиниколски - Скрижовски - Георги Николов – Дервиш баба - Милан Гюрлуков (съвещателен глас) |  |

За председател на конгреса е избран Бакунин, за подпредседател Сливаров, а за секретари Есен и Петко Пенчев.

## Решения
Програмата на конгреса включва въпроси от частен характер на Скопския окръг: отчет на дейността, ревизия, мерки за подобряването на учебното дело, въоръжаването, преразпределение на околиите, подобряването на културното и икономическото положение на населението и издаването на окръжен революционен орган; въпроси от общ характер на ВМОРО: отношението на организацията към България и материалната ѝ издръжка, отношение към сръбската и гръцката въоръжени и легални пропаганди, отношение към чуждите етнически групи в Македония, бъдеща дейност, управление, ревизия на дейността на ЦК на ВМОРО и Задграничното представителство. Също така са предвидени избори за нов окръжен комитет, делегати за общия конгрес, ревизор и финансова контролна комисия.
Сред решенията са: създава се нов IX Светиниколски революционен район в Скопския окръг, ВМОРО да остане самостоятелна, но да се приема помощ от България, да се предприемат конкретни действия срещу сръбската въоръжена пропаганда в Кумановско, Христо Матов и Петко Пенчев са натоварени да изработят проекти за нов устав на организацията. За членове на окръжния комитет са избрани Самоткин, Гарибалди, Кронщадски, Дантон и Кавур; за нелегални членове - Петър Ангелов и Мише Развигоров; за членове на финансовата комисия – Лавров, Камбис, Некер и Мушон; за делегати на предвидения общ конгрес на ВМОРО – Христо Матов, Иван Илиев, Лавров, Петко Пенчев, Петър Ангелов, Тодор Александров, Асенов и Гарибалди.
По отношение на сръбската и гръцката пропаганда конгресът решава:
| „ | Конгресът намира както легалната, така и въоръжената сръбска и гръцка пропаганди еднакво опасни за съществуванието на Орг. Понеже те преследват в самата организационна територия чисто държавнически завоевателни цели, които са в диаметрална противоположност с автономния принцип на Организацията, тя трябва да ги преследва най-безпощадно с всички свои сили и средства. Орг нема нищо против внасянето национално самосъзнание между своите поданици небългари, обаче тя никога не ще позволи изнасилването националността на българския елемент. | “ |

## Галерия
- Резолюция на Втория редовен Скопски окръжен конгрес на Вътрешната македоно-одринска революционна организация, 1906 г.
- стр. 1
- стр. 2
- стр. 3
- стр. 4
- стр. 5
- стр. 6
- стр. 7
- стр. 8
- стр. 9
- стр. 10
- стр. 11